# Odorrana chloronota
Espèce
Synonymes
- Polypedates chloronotus Günther, 1876
- Rana chloronota (Günther, 1876)
- Huia chloronota (Günther, 1876)

Statut de conservation UICN

 LC  : Préoccupation mineure
Odorrana chloronota est une espèce d'amphibiens de la famille des Ranidae.

## Description

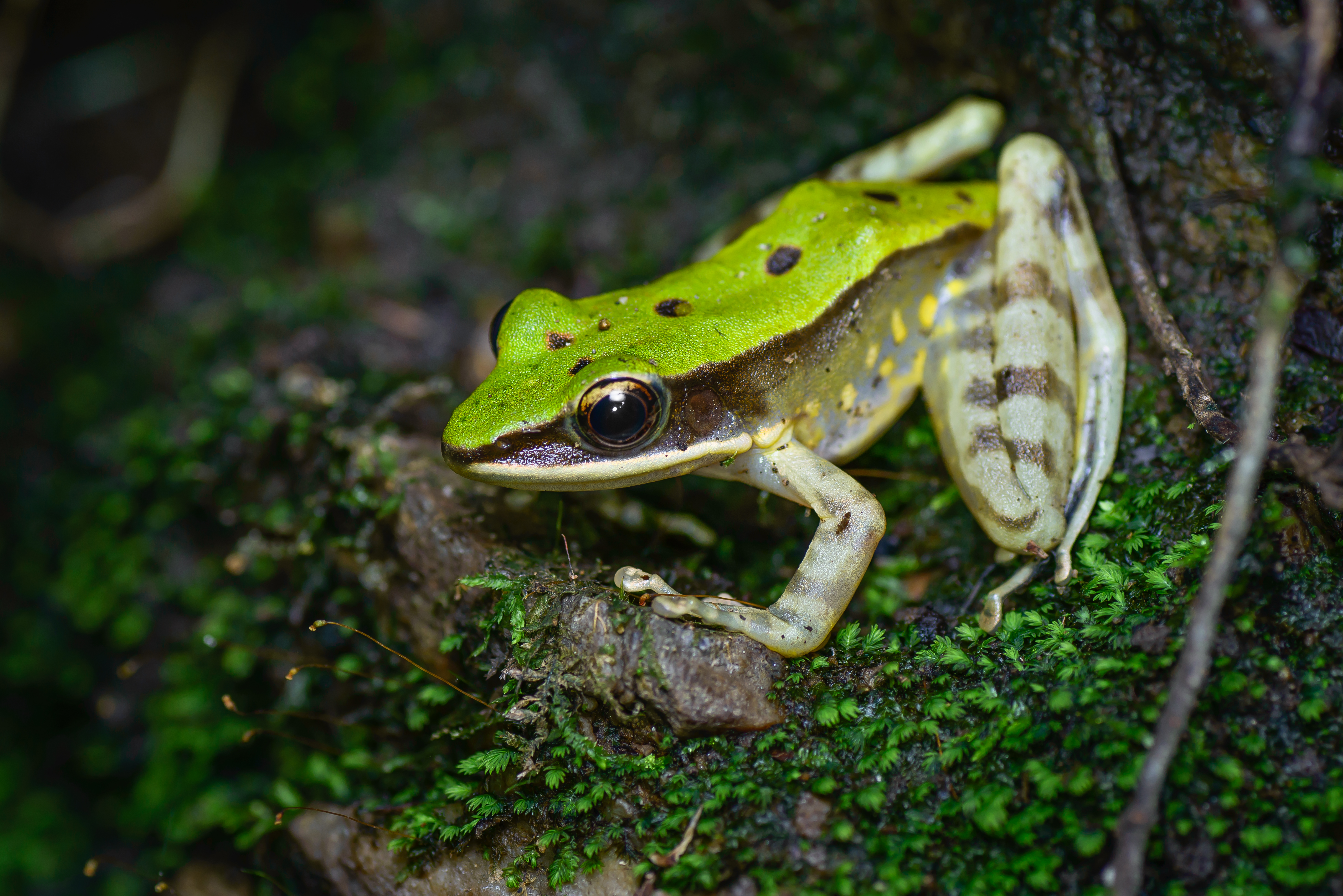

## Répartition
Cette espèce se rencontre entre 100 et 1 900 m d'altitude en Birmanie, au Cambodge, dans le Sud et l'Est de la République populaire de Chine, dans le nord-est de l'Inde, au Laos, en Thaïlande et au Viêt Nam.

## Publication originale
- (en) Günther, 1876 "1875" : Third report on collection of Indian reptiles obtained by British Museum. Proceedings of the Zoological Society of London, vol. 1875, p. 567-577 (texte intégral).